# 凱萊斯河

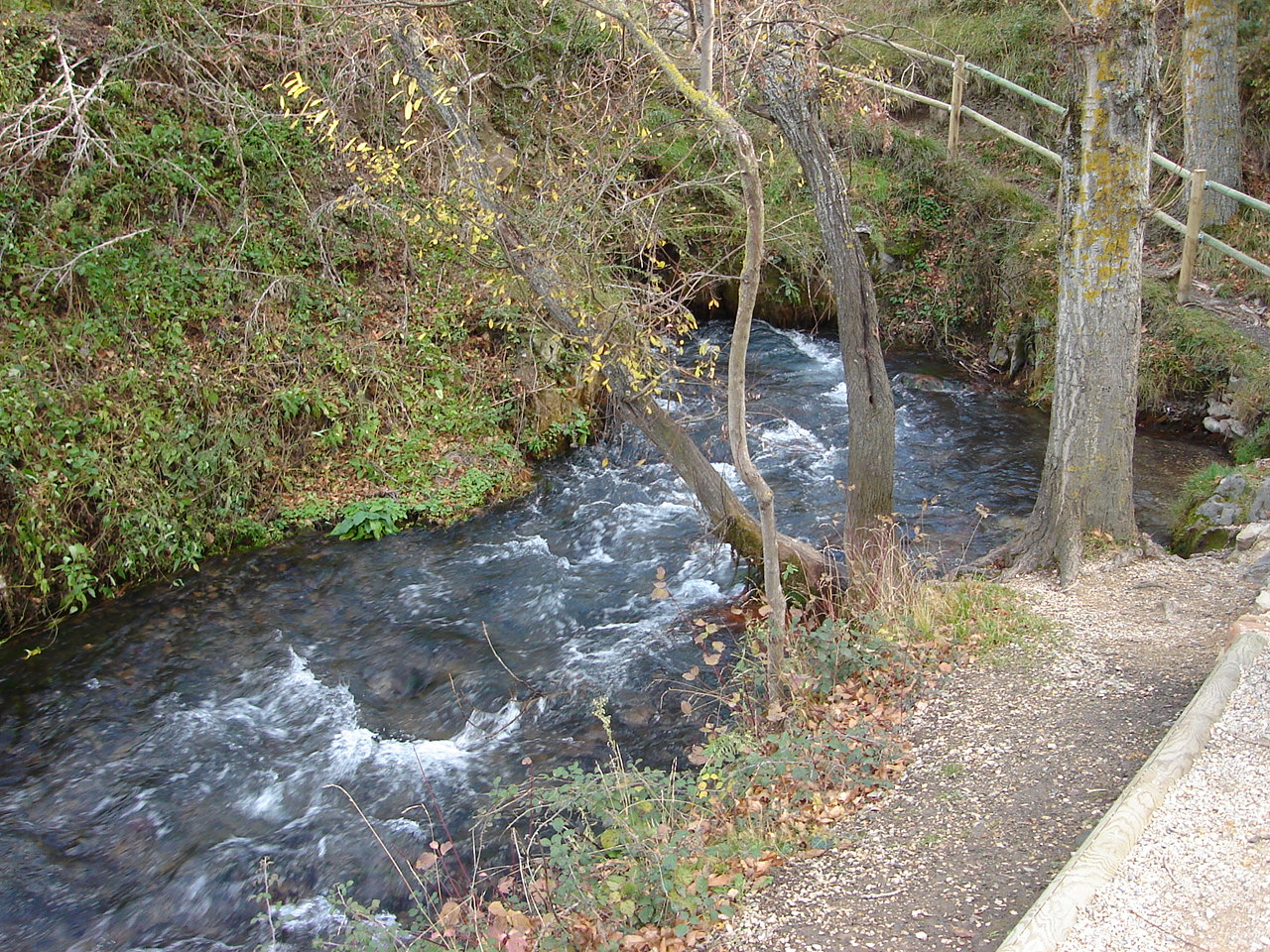
凱萊斯河

凱萊斯河（西班牙語：Río Queiles）是西班牙的河流，流經索里亞省、薩拉戈薩省和納瓦拉，屬於埃布羅河的支流，發源自博斯梅迪亞諾，河道全長45公里，流域面積529平方公里。